# Lebrecht Photo Library
Lebrecht Photo Library fue fundada en 1992 por Elbie Lebrecht quien anteriormente trabajó de bibliotecaria, editora y escultora. Inicialmente basado en un archivo de imágenes de música clásica, se amplió con los años hasta representar a un gran número de colecciones privadas y fotógrafos relacionados con las industrias de las Artes y la Música. El archivo posee actualmente unas 90.000 imágenes divididas en dos secciones: Music & Arts pictures y Author Pictures.
Algunos fotógrafos notables representados por Lebrecht serían Betty Freeman y Wolfgang Suschitzky, e instituciones públicas como New York Public Library for the Performing Arts y Royal Academy of Music.

## Asociaciones de Stock Agency
- BAPLA – British Association of Picture Libraries and Agencies[4]

- CEPIC – Centre of the Picture Industry[5]